# Хліб з помідором по-каталонськи
Хліб з помідо́ром по-катало́нськи (кат. па́-м тума́кат, pa amb tomàquet) — типова традиційна страва каталонської кухні, тапас. 
Хліб з помідором по-каталонськи являє собою злегка підсмажену скибку білого хліба, іноді натерту часником перед тим, як її натирають половиною помідора. Після помідора додається оливкова олія, і нарешті сіль. У багатьох каталонських ресторанах томатна суміш (з сіллю та оливковою олією) готується заздалегідь.
Страва подається до будь-яких ковбас, шинки, сирів, анчоусів, риби або смажених овочів.
Щодо походження страви єдиної думки немає, однак зрозуміло, що вона не є давньою, адже помідори з'явилися у Європі у XVI ст. Можливо хліб з помідором по-каталонськи з'явився під час іспанської громадянської війни, коли мало що, крім помідорів, було доступним, щоб додати до хліба, скибки якого висушували, щоб зберегти на чорний день.
Хліб з помідором по-каталонськи нагадує італійську брускетту.

## Галерея

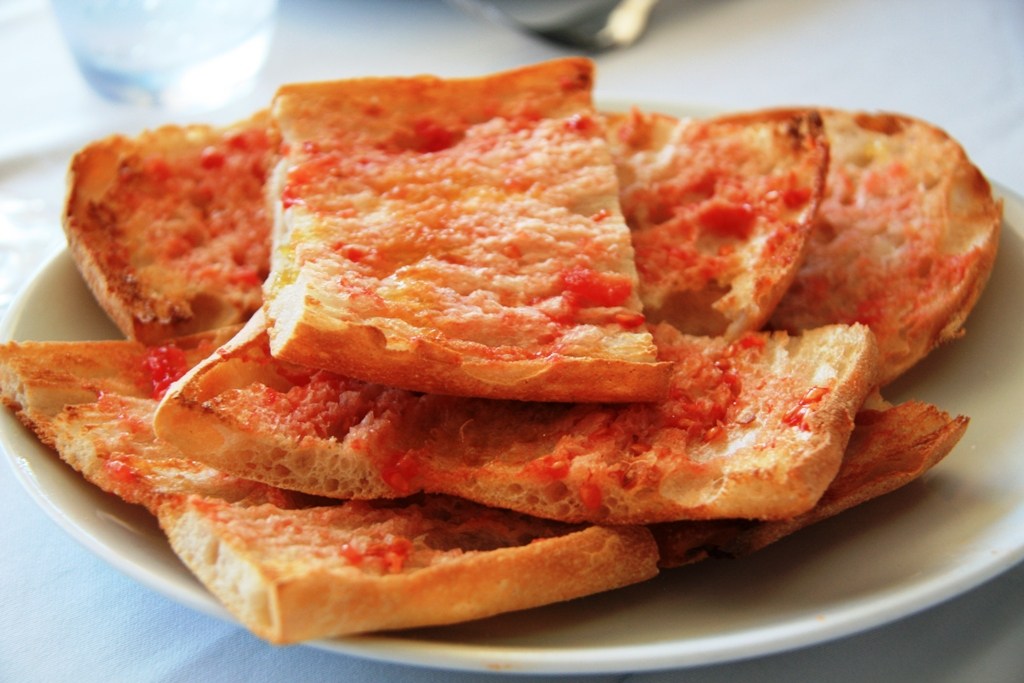
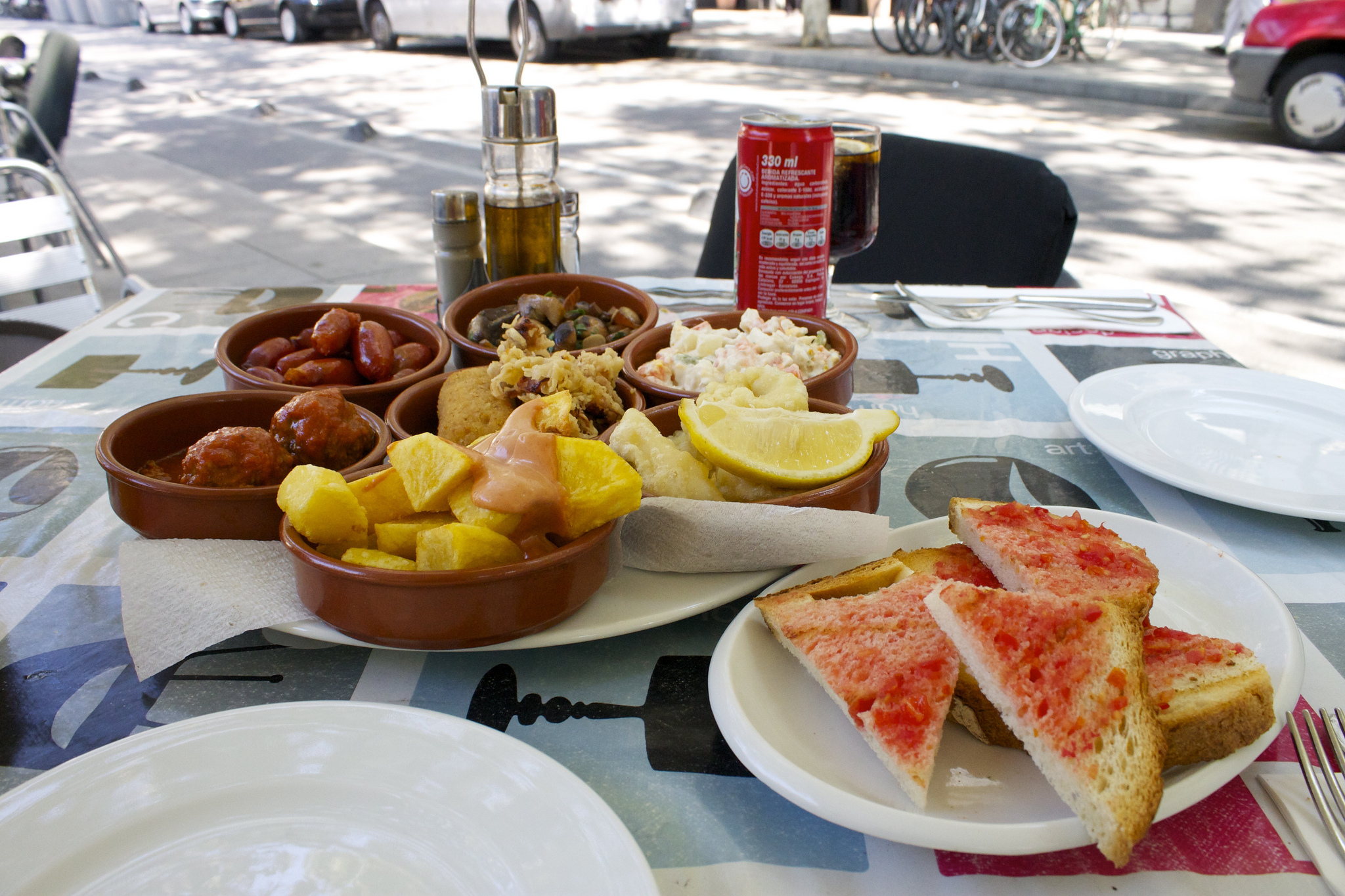
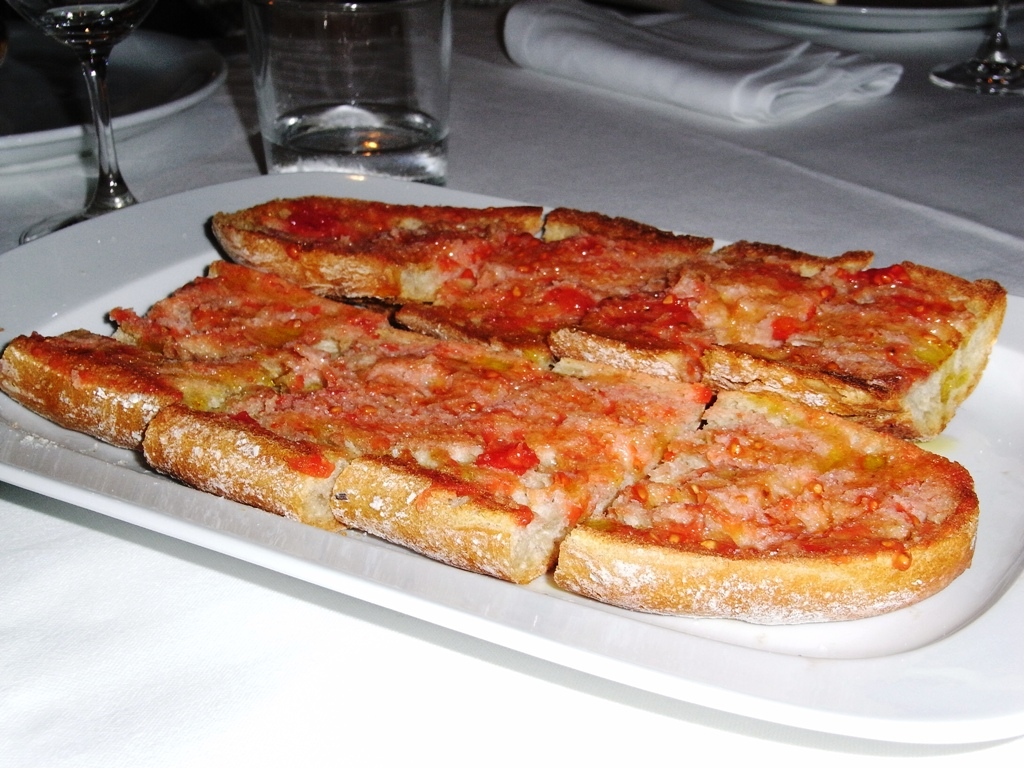
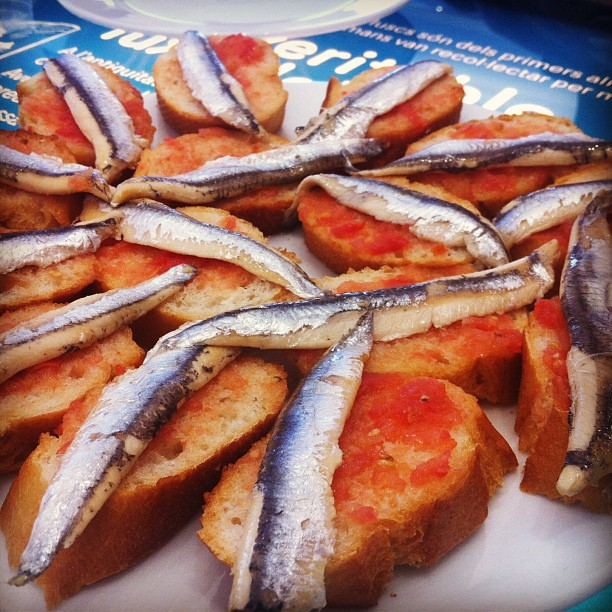
З тунцем
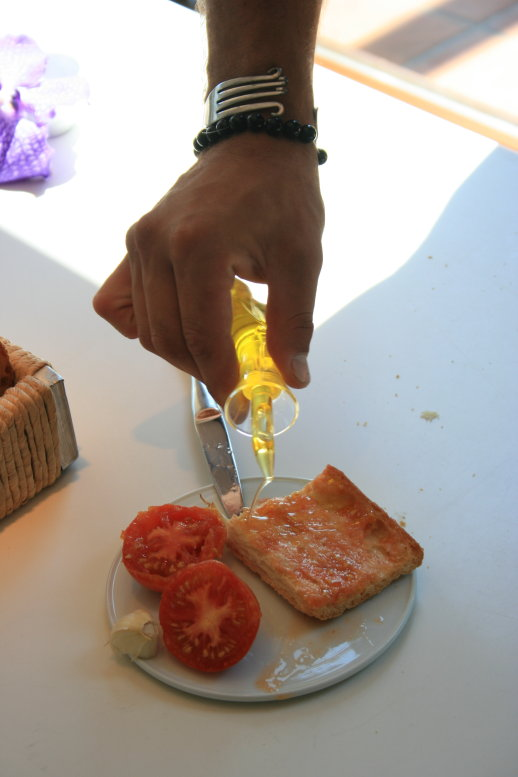
Поливання оливковою олією
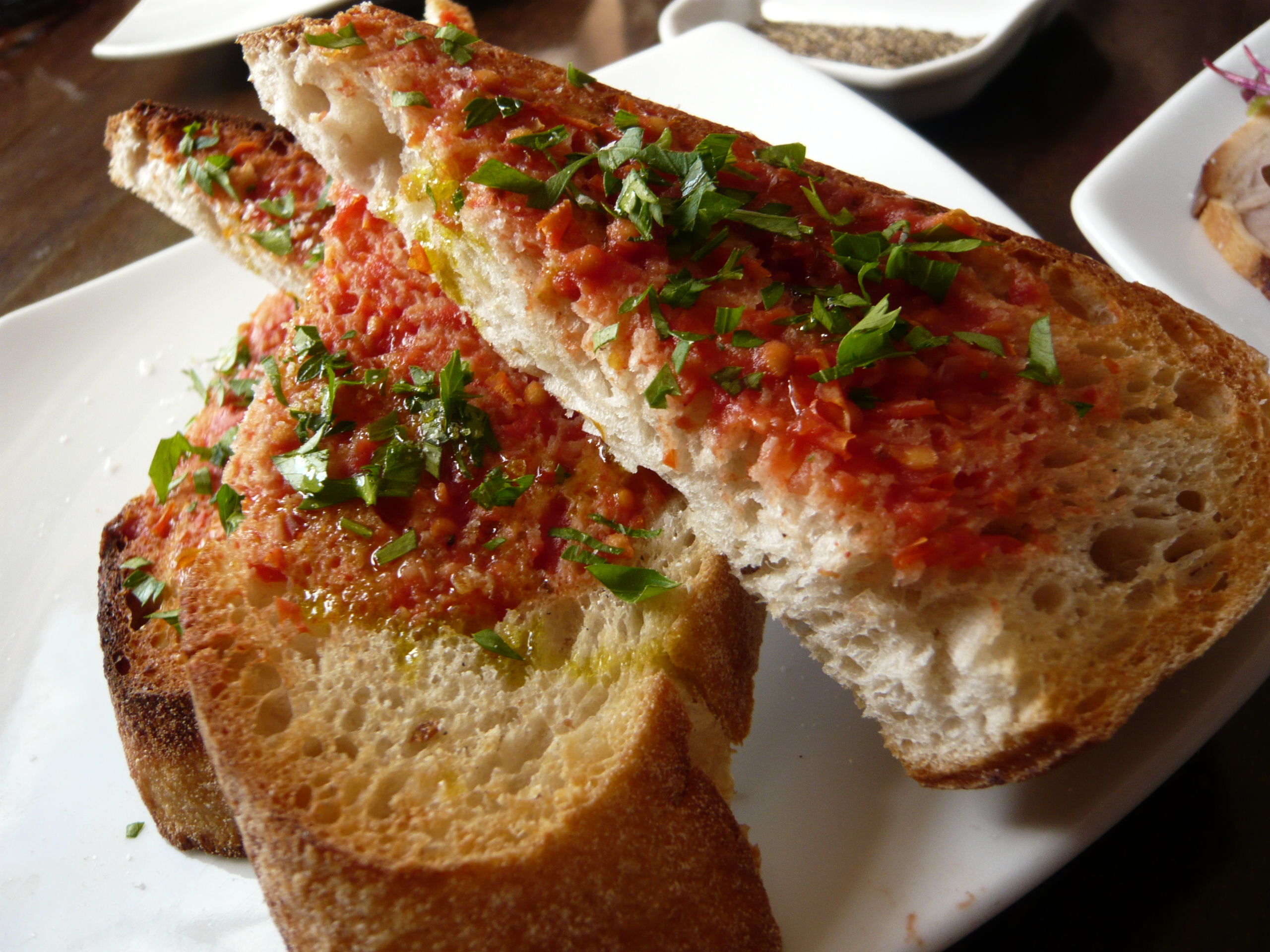
Із зеленню
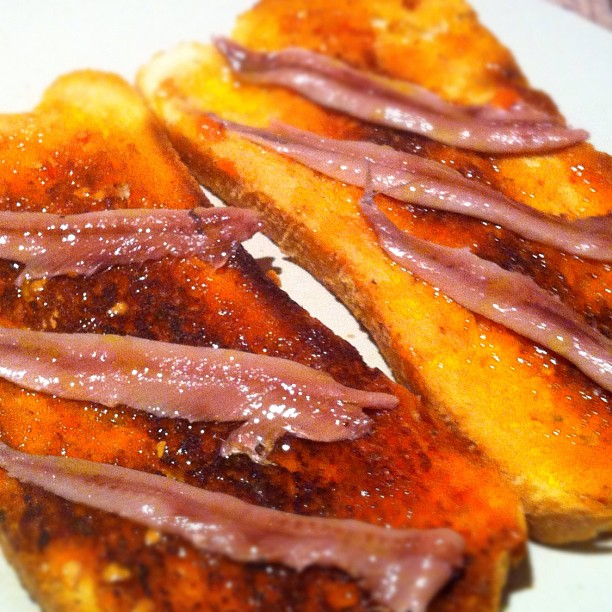
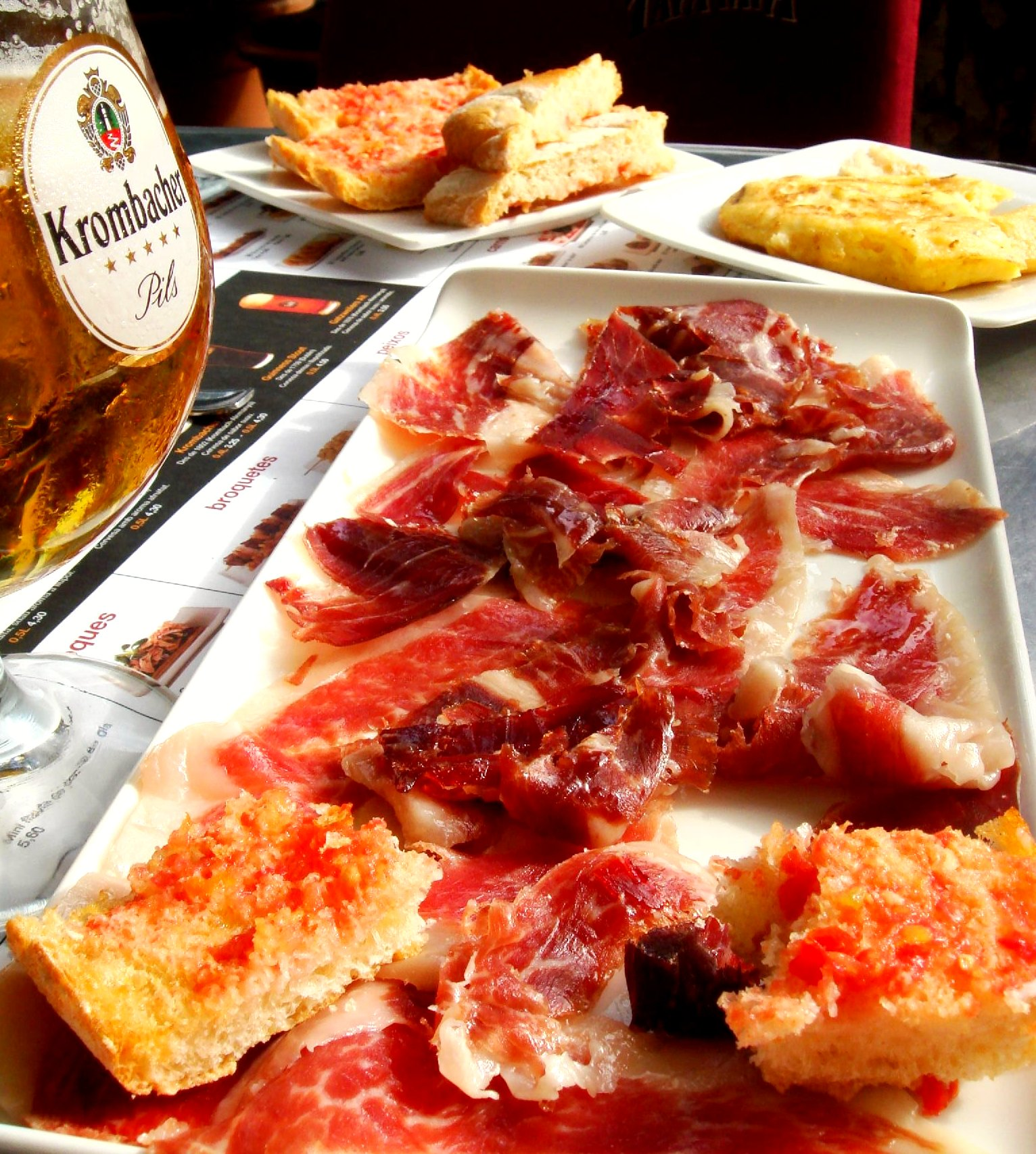
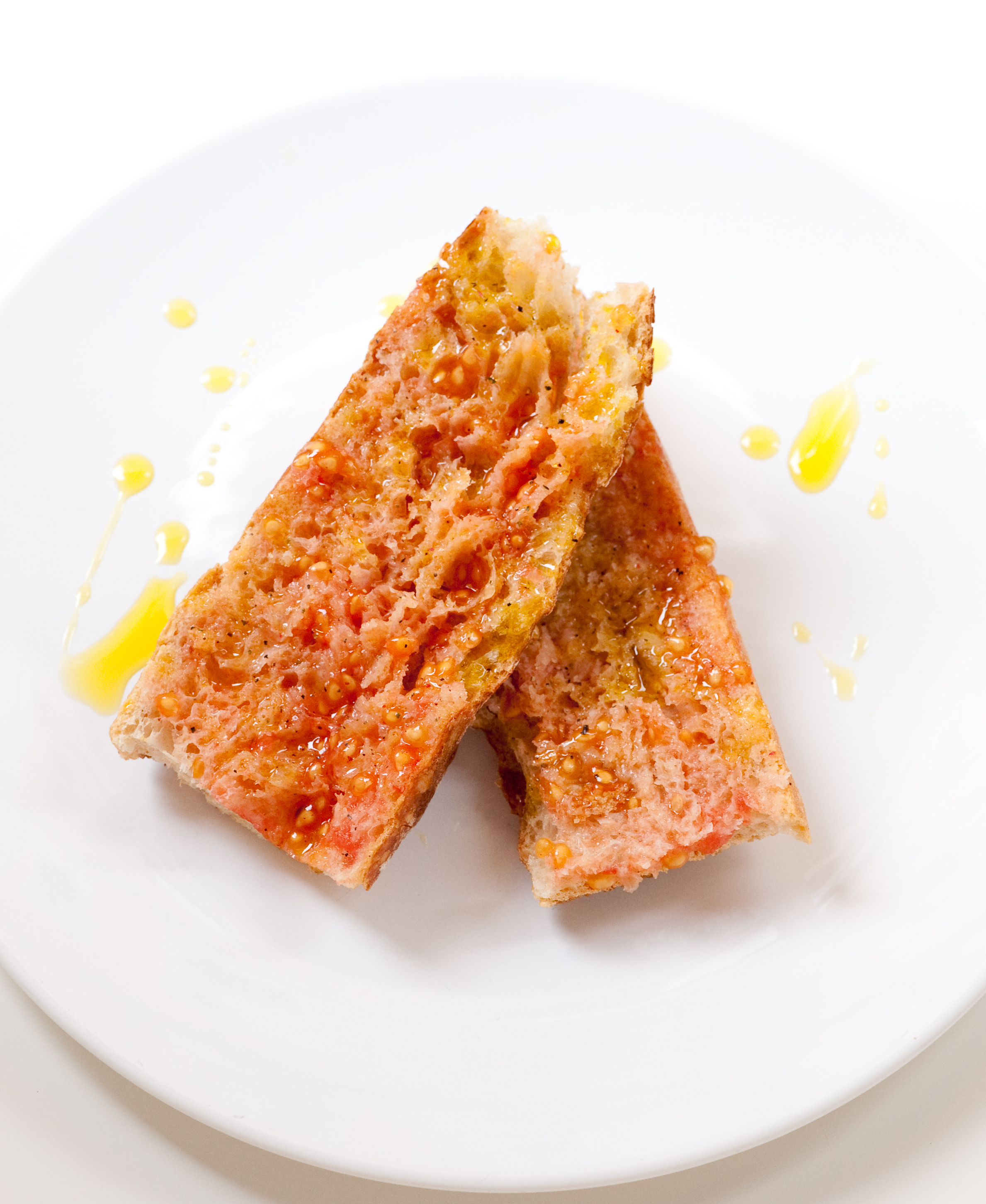
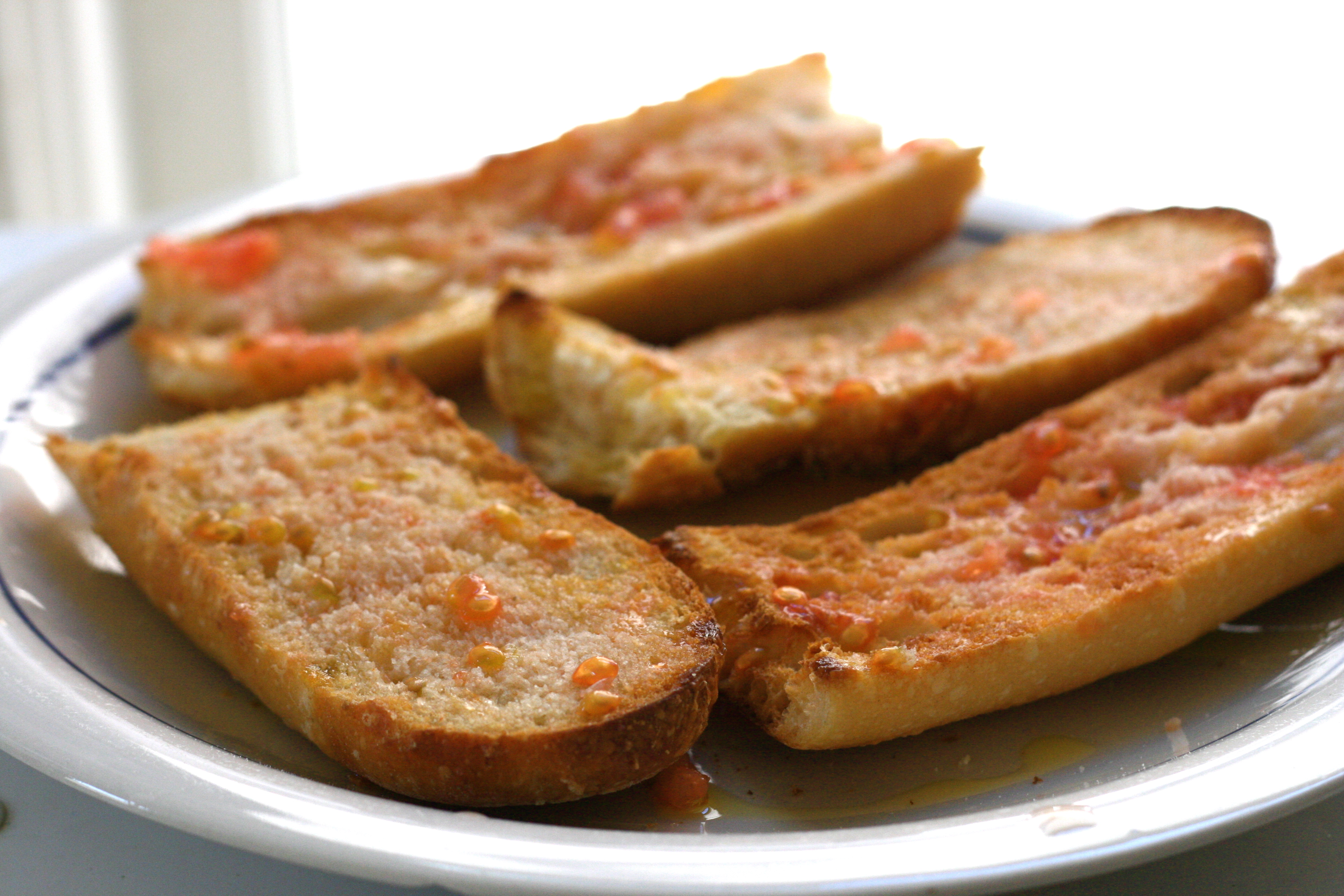